# O Lamm, du är av Andens kraft upprunnen
O Lamm, du är av Andens kraft upprunnen är en psalmtext med 7 verser i Andeliga Sånger och Werser 1806. Författaren är okänd. Melodin användes samma melodi som till psalm nr 387 i 1819 års psalmbok Wänd af din wrede, som fick nr 154 i 1937 års psalmbok. Den komponerades av Paul Schalreuter 1552.
Sista versen, som kan ha inspirerat psalmförfattaren Sidney E. Cox till Allt jag är och har, Gud lyder:
Allt hwad jag är och har i detta lifwet,

Det ware, JEsu, dig, för ewigt gifwet;

Jag dertill är förpligtad för din smärta.

Af alt mitt hjerta.